# 天運 (林之華)
天運（1796年二月—1798年正月）是清朝襄陽白蓮教徒林之華、覃加耀所立的年號，共計3年。根據《軍機處錄副奏摺》覃加耀供詞，云「偽立天運年號」。

## 紀年對照表
| 天運 | 元年   | 二年   | 三年   |
| ---- | ------ | ------ | ------ |
| 公元 | 1796年 | 1797年 | 1798年 |
| 干支 | 丙辰   | 丁巳   | 戊午   |

## 同期存在的其他政權年號
- 中國
  - 嘉庆（1796年－1820年）：清朝—嘉庆帝顒琰之年號
  - 天運（1796年）：清朝時期—聶傑人之年號
  - 萬利（1796年－1798年）：清朝時期—王聪儿之年號
  - 大慶（1797年）：清朝時期—王大叔之年號
  - 萬利（1797年）：清朝時期—黎树之年號
  - 仙大（1797年）：清朝時期—王囊仙之年號
  - 天順（1797年）：清朝時期—韋朝元之年號
- 日本
  - 寬政（1789年－1801年）：光格天皇之年號
- 越南
  - 景盛（1792年－1801年）：西山朝—富春阮光纘之年號

## 來源
1. ↑  張興伯等〈談談白蓮教襄陽起義軍的布告與口號〉，《文獻》1980年第3期，第156-164頁。